# Formil peptidni receptor
Formil peptidni receptori (FPR) su članovi klase G protein-spregnutih receptora koji učestvuju u hemotaksi. Ovi receptori su originalno identifikovai po njihovoj sposobnosti da vežu N-formil peptide kao što je N-formilmetionin proizveden degradacijom bilo ćelija bakterija ili domaćina. Formil peptidni receptori učestvuju posredovanju responsa imunskih čelija na infekciju. Ti receptori mogu takođe da suzbijaju imunski sistem pod određenim uslovima.

## Struktura - funkcija
Formil peptidni receptor (FPR) pripada klasi receptora sa sedam hidrofobnih transmembranskih domena. FPR konformacija je stabilizovana sa nekoliko interakcija. One obuhvataju formiranje potencijalnog sonog mosta između Arg84-Arg205, Lys85-Arg205, i Lys85-Asp284 koji pomažu u određivanju tri-dimenzione strukture transmembranskih domena, kao i pozitivno naelektrisanih ostataka (Arg, Lys) koji interaguju sa negativno naelektrisanim fosfatima. Osim toga ostatak Arg163 može da interaguje sa ligand vezujućim džepom druge ekstracelularne petlje.
U pogledu vezivanja formil Met-Leu-Phe peptida, postoji nekoliko dodatnih potencijalnih interakcija kao što su vodonične veze između Arg84 i Lys85 prve ekstracelularne petlje i N-formil grupe liganda, kao i peptidne snove formil Met-Leu-Phe koja može da formira slične interakcije. Za formil-Met funkcionalna grupa liganda je pokazano da formira disulfidne mostove sa Cys ostacima, i interaguje sa Arg163. (Važno je napomenuti da neke od interakcija koje stabilizuju konformaciju receptora mogu takođe da utiču na vezivanje liganda.)
- Šematski dijagram formil peptidnog receptor 1. Transmembranski heliksi receptora su predstavljeni kao plavo-zeleni cilindri dok je ćelijska membrana u kojoj je receptor smešten obojena žuto. Ekstracelularno lice ćelijske membrane je na gornjoj strani. Ekstracelularne petlje odgovorne za N-for-Met-Leu-Phe (Nfor-MLF) vezivanje su obojene crveno.
- Signalni put formil peptidnog receptor (FPR).

## Literatura
1. ↑  Migeotte I, Communi D, Parmentier M (2006). „Formyl peptide receptors: a promiscuous subfamily of G protein-coupled receptors controlling immune responses”. Cytokine Growth Factor Rev. 17 (6): 501—19. PMID 17084101. doi:10.1016/j.cytogfr.2006.09.009.
2. ↑  Ye RD, Boulay F, Wang JM, Dahlgren C, Gerard C, Parmentier M, Serhan CN, Murphy PM (2009). „International Union of Basic and Clinical Pharmacology. LXXIII. Nomenclature for the formyl peptide receptor (FPR) family”. Pharmacol. Rev. 61 (2): 119—61. PMC 2745437 . PMID 19498085. doi:10.1124/pr.109.001578.
3. ↑  Le Y, Murphy PM, Wang JM (2002). „Formyl-peptide receptors revisited”. Trends Immunol. 23 (11): 541—8. PMID 12401407. doi:10.1016/S1471-4906(02)02316-5.
4. ↑  Panaro MA, Acquafredda A, Sisto M, Lisi S, Maffione AB, Mitolo V (2006). „Biological role of the N-formyl peptide receptors”. Immunopharmacology and immunotoxicology. 28 (1): 103—27. PMID 16684671. doi:10.1080/08923970600625975.
5. ↑  Braun MC, Wang JM, Lahey E, Rabin RL, Kelsall BL (2001). „Activation of the formyl peptide receptor by the HIV-derived peptide T-20 suppresses interleukin-12 p70 production by human monocytes”. Blood. 97 (11): 3531—6. PMID 11369647. doi:10.1182/blood.V97.11.3531.
6. ↑  Rivière S, Challet L, Fluegge D, Spehr M, Rodriguez I (2009). „Formyl peptide receptor-like proteins are a novel family of vomeronasal chemosensors.”. Nature. 459 (7246): 1—4. PMID 19387439. doi:10.1038/nature08029.
7. ↑  Lala A, Gwinn M, De Nardin E (1999). „Human formyl peptide receptor function role of conserved and nonconserved charged residues”. Eur. J. Biochem. 264 (2): 495—9. PMID 10491096. doi:10.1046/j.1432-1327.1999.00647.x.

## Spoljašnje veze
- „Formylpeptide Receptors”. IUPHAR Database of Receptors and Ion Channels. International Union of Basic and Clinical Pharmacology. Архивирано из оригинала 19. 06. 2015. г.
- Formyl+peptide+receptor на 